# Europejska Formuła 2 Sezon 1968
Europejska Formuła 2. Sezon 1968 – drugi sezon Europejskiej Formuły 2. Rozpoczął się 7 kwietnia na torze Hockenheimring w Niemczech, a zakończył 27 października na włoskim torze ACI Vallelunga Circuit. Tytuł w klasyfikacji kierowców zdobył Francuz Jean-Pierre Beltoise. Wśród zespołów najlepsza okazała się francuska ekipa Matra Sports, a wśród konstruktorów francuska Matra.

## Kalendarz wyścigów
Wyścigi 1, 4, 6 i 10 były złożone z dwóch eliminacji, które składały się na końcowy rezultat.
Wyścigi 2, 5 i 7 były złożone z dwóch półfinałów, na bazie których kierowcy startowali w finale. Tylko wyniki z finału były zaliczane do klasyfikacji.
| Runda | Tor                            | Data            | Pole Position        | Najszybsze okrążenie | Zwycięzca (kierowcy) | Zwycięzca (zespoły)   | Zwycięzca (konstruktorzy) |
| ----- | ------------------------------ | --------------- | -------------------- | -------------------- | -------------------- | --------------------- | ------------------------- |
| 1     | Hockenheimring                 | 7 kwietnia      | Jean-Pierre Beltoise | Henri Pescarolo      | Jean-Pierre Beltoise | Matra Sports          | Matra                     |
| 2     | Thruxton Circuit               | 15 kwietnia     | Jochen Rindt         | Jochen Rindt         | Jochen Rindt         | Roy Winkelmann Racing | Brabham                   |
| 3     | Circuito Permanente del Jarama | 28 kwietnia     | Jean-Pierre Beltoise | Jean-Pierre Beltoise | Jean-Pierre Beltoise | Matra Sports          | Matra                     |
| 4     | Crystal Palace Circuit         | 3 czerwca       | Brian Redman         | Jochen Rindt         | Jochen Rindt         | Roy Winkelmann Racing | Brabham                   |
| 5     | Tulln-Langenlebarn             | 14 lipca        | Jochen Rindt         | Jochen Rindt         | Jochen Rindt         | Roy Winkelmann Racing | Brabham                   |
| 6     | Circuit Park Zandvoort         | 14 lipca        | Derek Bell           | Ernesto Brambilla    | Jean-Pierre Beltoise | Matra Sports          | Matra                     |
| 7     | Autodromo di Pergusa           | 25 sierpnia     | Henri Pescarolo      | Jochen Rindt         | Jochen Rindt         | Roy Winkelmann Racing | Brabham                   |
| 8     | Hockenheimring                 | 13 października | Jochen Rindt         | Ernesto Brambilla    | Ernesto Brambilla    | SpA Ferrari SEFAC     | Ferrari                   |
| 9     | ACI Vallelunga Circuit         | 27 października | Ernesto Brambilla    | Ernesto Brambilla    | Ernesto Brambilla    | SpA Ferrari SEFAC     | Ferrari                   |

## Klasyfikacja kierowców
Punktacja:
Wyścig: 9-6-4-3-2-1 (sześć pierwszych pozycji).
Do klasyfikacji zaliczano 7 najlepszych wyników.
| Legenda oznaczeń w tabelach wyników Wyświetl szablon na nowej stronie | Legenda oznaczeń w tabelach wyników Wyświetl szablon na nowej stronie                                                                     |
| Oznaczenie                                                            | Wyjaśnienie |
| --------------------------------------------------------------------- | --- |
| Złoty                                                                 | Zwycięzca lub mistrzostwo |
| Srebrny                                                               | 2. miejsce lub wicemistrzostwo |
| Brązowy                                                               | 3. miejsce lub II wicemistrzostwo |
| Zielony                                                               | Ukończył, punktował (w klasyfikacji generalnej, gdy zdobył co najmniej jeden punkt na przestrzeni sezonu, poza trzema powyższymi opcjami) |
| Niebieski                                                             | Ukończył, nie punktował (w klasyfikacji generalnej, gdy nie zdobył co najmniej jednego punktu na przestrzeni sezonu)                      |
| Czerwony                                                              | Nie zakwalifikował się (NZ) |
| Czerwony                                                              | Nie prekwalifikował się (NPK) |
| Różowy                                                                | Nie ukończył (NU) |
| Różowy                                                                | Niesklasyfikowany (NS) (w klasyfikacji generalnej, gdy nie został sklasyfikowany w żadnym wyścigu sezonu)                                 |
| Czarny                                                                | Zdyskwalifikowany (DK) |
| Czarny                                                                | Wykluczony (WYK/EX) |
| Biały                                                                 | Nie wystartował (NW) |
| Biały                                                                 | Kontuzjowany (K/INJ) |
| Biały                                                                 | Wyścig odwołany (OD/C) |
| Bez koloru                                                            | Został wycofany (WYC/WD) |
| Bez koloru                                                            | Nie przybył (NP/DNA) |
| Bez koloru                                                            | Nie brał udziału w treningach (NT/DNP) |
| Bez koloru                                                            | Nie został zgłoszony (–) |
| Pogrubienie                                                           | Start z pole position |
| Kursywa                                                               | Najszybsze okrążenie wyścigu |
| †                                                                     | Nie ukończył, ale jego rezultat został zaliczony ze względu na przejechanie więcej niż 90% dystansu wyścigu.                              |
| *                                                                     | Sezon w trakcie |
| 1/2/3                                                                 | Punktowana pozycja w sprincie kwalifikacyjnym                                                                                             |
| Lista systemów punktacji Formuły 1                                    | |

| P.                                            | Kierowca             | Zespół                 | Podwozie | Silnik  | HOC | THR | ESP | CRY | AUT | NLD | PER | HOC | VAL | Punkty |
| --------------------------------------------- | -------------------- | ---------------------- | -------- | ------- | --- | --- | --- | --- | --- | --- | --- | --- | --- | ------ |
| 1                                             | Jean-Pierre Beltoise | Matra Sports           | Matra    | Ford    | 1   | 2   | 1   | WD  | 2   | 1   | NU  |     | 4   | 48     |
| 2                                             | Henri Pescarolo      | Matra Sports           | Matra    | Ford    | 2   | NU  | 4   | NW  | 3   | 2   | 8   | 2   | 5   | 31     |
| 3                                             | Ernesto Brambilla    | Scuderia Picchio Rossa | Brabham  | Ford    |     |     |     |     | 6   |     |     | WD  |     | 26     |
| 3                                             | Ernesto Brambilla    | SpA Ferrari SEFAC      | Ferrari  | Ferrari |     |     |     |     |     | NU  | 3   | 1   | 1   | 26     |
| 4                                             | Derek Bell           | Williams Racing        | Brabham  | Ford    | NU  |     |     |     |     |     |     |     |     | 15     |
| 4                                             | Derek Bell           | Church Farm Racing     | Brabham  | Ford    |     | 3   | NU  | NU  |     |     |     |     |     | 15     |
| 4                                             | Derek Bell           | SpA Ferrari SEFAC      | Ferrari  | Ferrari |     |     |     |     | 7   | 14  | 5   | 3   | 6   | 15     |
| 5                                             | Jackie Oliver        | Team Lotus             | Lotus    | Ford    |     | 4   | NW  | 4   | 5   | 7   |     | 4   |     | 14     |
| 6                                             | Piers Courage        | Williams Racing        | Brabham  | Ford    | 3   | NU  | NW  | NU  | NU  | 10  | 2   | WD  |     | 13     |
| 7                                             | Clay Regazzoni       | Tecno Racing           | Tecno    | Ford    | WD  | WD  | 5   | 3   |     | NU  | 4   | NU  | 17  | 13     |
| 8                                             | Kurt Ahrens Jr.      | prywatny               | Brabham  | Ford    | NU  | 5   | 3   | NU  | 4   | NU  |     | NU  | NU  | 13     |
| 9                                             | Brian Redman         | Bridges Racing         | Lola     | Ford    |     | WD  | WD  | 2   |     |     |     |     |     | 9      |
| 10                                            | Andrea de Adamich    | SpA Ferrari SEFAC      | Ferrari  | Ferrari |     |     |     |     |     | WD  |     |     | 2   | 6      |
| 11                                            | Jo Schlesser         | Écurie Intersport      | McLaren  | Ford    | 6   | NU  | 8   | 5   |     |     |     |     |     | 5      |
| 12                                            | Peter Gethin         | Lythgoe Racing         | Chevron  | Ford    | NU  | NU  |     | NW  |     |     |     |     |     | 4      |
| 12                                            | Peter Gethin         | Lythgoe Racing         | Brabham  | Ford    |     |     |     |     |     | NU  | 13  | NU  | 3   | 4      |
| 13                                            | Richard Attwood      | Harris Racing          | Tecno    | Ford    |     |     |     |     |     | 3   |     | WD  |     | 4      |
| 14                                            | Brian Hart           | Merlyn Racing          | Merlyn   | Ford    |     |     | 7   | NZ  |     |     |     |     |     | 4      |
| 14                                            | Brian Hart           | Church Farm Racing     | Brabham  | Ford    |     |     |     |     | NU  | 11  | 7   | 6   | NU  | 4      |
| 15                                            | Silvio Moser         | Charles Vögele Racing  | Tecno    | Ford    |     | WD  |     |     | NU  | 4   | 11  | WD  |     | 3      |
| 15                                            | Silvio Moser         | prywatny               | Tecno    | Ford    |     |     |     | WD  |     |     |     |     | 11  | 3      |
| 16                                            | Chris Lambert        | London Racing          | Brabham  | Ford    | 4   | NU  | NU  | NU  | NU  | NU  |     |     |     | 3      |
| 17                                            | David Hobbs          | Bridges Racing         | Lola     | Ford    |     |     |     |     |     |     |     | 5   | 9   | 2      |
| 18                                            | Éric Offenstadt      | Harris Racing          | Tecno    | Ford    |     |     |     |     |     | 5   |     |     |     | 2      |
| 19                                            | Robin Widdows        | McLaren                | McLaren  | Ford    | 7   | NZ  |     |     |     |     |     |     |     | 2      |
| 19                                            | Robin Widdows        | Chequered Flag Racing  | McLaren  | Ford    |     | NZ  | NU  | NU  | NU  | 6   | 14  | WD  |     | 2      |
| 20                                            | Chris Williams       | Bridges Racing         | Lola     | Ford    |     | 6   |     |     |     |     |     |     |     | 2      |
| 20                                            | Chris Williams       | Merlyn Racing          | Merlyn   | Ford    |     |     |     |     |     |     |     |     | 16  | 2      |
| 21                                            | Jorge de Bagration   | Escuderia Nacional     | Lola     | Ford    | WD  | WD  | 6   | NZ  |     | NW  |     | WD  | WD  | 2      |
| 22                                            | Jean-Pierre Jaussaud | Tecno Racing           | Tecno    | Ford    |     |     |     | 6   |     |     |     |     |     | 2      |
| 23                                            | Alan Rees            | Roy Winkelmann Racing  | Brabham  | Ford    |     | 7   | WD  | NZ  | NU  |     | 10  |     |     | 1      |
| Kierowcy niedopuszczeni do zdobywania punktów |                      |                        |          |         |     |     |     |     |     |     |     |     |     |        |
| –                                             | Jochen Rindt         | Roy Winkelmann Racing  | Brabham  | Ford    |     | 1   | 2   | 1   | 1   |     | 1   | NU  |     | –      |
| –                                             | Chris Amon           | SpA Ferrari SEFAC      | Ferrari  | Ferrari | 5   | WD  |     |     | NU  |     |     |     |     | –      |
| –                                             | Jacky Ickx           | SpA Ferrari SEFAC      | Ferrari  | Ferrari |     | WD  |     | NU  | WD  |     | 6   |     |     | –      |
| P.                                            | Kierowca             | Zespół                 | Podwozie | Silnik  | HOC | THR | ESP | CRY | AUT | NLD | PER | HOC | VAL | Punkty |

Uwagi:
- pogrubienie – pole position
- kursywa – najszybsze okrążenie

## Klasyfikacja zespołów
| P. | Konstruktor            | Punkty |
| -- | ---------------------- | ------ |
| 1  | Matra Sports           | 79     |
| 2  | SpA Ferrari SEFAC      | 39     |
| 3  | Tecno Racing           | 15     |
| 4  | Team Lotus             | 14     |
| 5  | Bridges Racing         | 14     |
| 6  | Williams Racing        | 13     |
| 7  | Kurt Ahrens Jr.        | 13     |
| 8  | Church Farm Racing     | 9      |
| 9  | Harris Racing          | 6      |
| 10 | Écurie Intersport      | 5      |
| 11 | Lythgoe Racing         | 4      |
| 12 | Charles Vögele Racing  | 3      |
| 13 | London Racing          | 3      |
| 14 | Scuderia Picchio Rossa | 2      |
| 15 | Escuderia Nacional     | 1      |
| 16 | Merlyn Racing          | 1      |
| 17 | Chequered Flag Racing  | 1      |
| 18 | McLaren                | 1      |
| 19 | Roy Winkelmann Racing  | 1      |

## Klasyfikacja konstruktorów
| P. | Konstruktor   | Punkty |
| -- | ------------- | ------ |
| 1  | Matra         | 79     |
| 2  | Brabham       | 45     |
| 3  | Ferrari       | 39     |
| 4  | Tecno         | 24     |
| 5  | Lola          | 15     |
| 6  | Lotus         | 14     |
| 7  | McLaren       | 7      |
| 8  | Merlyn Racing | 1      |

## Klasyfikacja dostawców silników
| P. | Dostawca | Punkty |
| -- | -------- | ------ |
| 1  | Ford     | 218    |
| 2  | Ferrari  | 39     |